# 七ツ淵神社
七ツ淵神社（ななつぶちじんじゃ、七ツ渕神社、七淵神社、七渕神社）は、高知県高知市七ツ淵にある神社。社格は旧村社。社名および地名の由来ともなっている境内の七つの淵で知られる。

## 概要
高知市北部、高知城から北方5.76kmに位置し、「北山」と呼ばれる標高300mほどの丘陵地に鎮座する。勧請時期や縁起、沿革等は不明だが、古来より土佐山郷をはじめとする近隣住民から養蚕農家、漁業民にまで広く信仰を集め、秋の例祭では麓から頂上まで提灯の行列が並び「蟻の詣で」と言われるほどだったという。
古くは辨才天王と称していたが、明治元年の神仏分離令を受けて現在の名称に改号された。
本神社の立地は北山県立自然公園の領域に含まれる。また、四国のみちの一部を構成する高知県の北山スカイラインのみちの分岐が本神社にまで通じており、自然豊かなハイキングコースとなっている。

## 祭神
- 市杵島比賣命 ･･･ 上述の弁才天から明治以降に改められたもの。
- 闇龗神 ･･･ 古くから祀られていた龍神（水神）が同様に明治以降改められたもの。

## 七ツ淵
『高知県神社明細帳』に「明治元年辰三月改号ノ達ニヨリ七渕神社ト改称ス鎭座ノ地に奇淵七（所の異字体）アルノ故神社号トス」と記される通り、本神社の社名は七つの奇淵、即ち大小七つの滝の浸食により形成された奇景に由来する。明治初年に行われた瀑布調査によると、これらの滝は上流から順に次のように記録されている。
- 菅生瀑（すごうばく）　　　高さ　２丈４尺（≒7.3m）　　幅　２間　　（≒3.6m）
- 武者ヵ瀑（むしゃがばく）　高さ　１丈９尺（≒5.8m）　　幅　３間　　（≒5.5m）
- 孕瀑（はらみばく）　　　　高さ　３丈　　（≒9.1m）　　幅　３間２尺（≒6.1m）
- 甲瀑（かぶとばく）　　　　高さ　１丈８尺（≒5.5m）　　幅　２間　　（≒3.6m）
- 藤ヵ瀑（ふじがばく）　　　高さ　３丈　　（≒9.1m）　　幅　３間半　（≒6.4m）
- 渡ヵ瀑（わたりがばく）　　高さ　１丈２尺（≒3.6m）　　幅　１間２尺（≒2.4m）
- 下女ヵ瀑（げじょがばく）　高さ　６丈　　（≒18.2m）　 幅　５間１尺（≒9.4m）

現在は高知市による遊歩道が整備されており、一番下流にある下女ヵ瀑まで徒歩で降りることができる。
なお七ツ淵は高知市内を流れる鏡川の源流の一つであり、土佐の名水40選にも数えられた清流である。

## 平家落人伝説
七ツ淵の最下流に位置する下女ヵ瀑には、次のような平家落人伝説にまつわる哀話が残っている。

源平争乱の頃、平家の落武者達がここまで逃れてきて住んでいた。近くに“陳が森”と呼ばれる展望のよくきく場所があって、
そこにある大岩で見張りをしていた陣太夫が、白鷺の飛ぶのを見て源氏の白旗と勘違いし、七ツ淵に合図をしたため、
襲撃を恐れた平家側の女性がこの淵に身を投げて死んだという。それを聞いて哀れと思った地元の人達が、七ツ淵神社境内に
下女神社を建てて例を慰めたと伝え、七ツ淵の上の方に“陣が森”や娘達が旗を織って絹を干したという“絹干の滝”もある。

なお、現在も七ツ淵神社の横手には小さな祠があり、その祠には“平女神社”と記されている。